# De eindafrekening 1989
De eindafrekening 1989 is de lijst van nummers die het tijdens het jaar 1989 het best hebben gedaan in de Afrekening, de wekelijkse lijst van Studio Brussel. De Verenigde Staten zijn het best vertegenwoordigd met 15 noteringen, gevolgd door het Verenigd Koninkrijk met 11 en ten slotte België met 4 noteringen.
| Nummer | Artiest                  | Titel                                         |
| ------ | ------------------------ | --------------------------------------------- |
| 1      | R.E.M.                   | Orange Crush                                  |
| 2      | Pixies                   | Here Comes Your Man                           |
| 3      | The Cure                 | Lovesong                                      |
| 4      | R.E.M.                   | Stand                                         |
| 5      | Pixies                   | Monkey Gone to Heaven                         |
| 6      | Prince                   | Batdance                                      |
| 7      | The Bangles              | Eternal Flame                                 |
| 8      | Simple Minds             | Belfast Child                                 |
| 9      | The Rolling Stones       | Mixed Emotions                                |
| 10     | Morrissey                | The Last of the Famous International Playboys |
| 11     | The Beautiful South      | Song For Whoever                              |
| 12     | Billy Joel               | We Didn’t Start the Fire                      |
| 13     | Fine Young Cannibals     | She Drives Me Crazy                           |
| 14     | Morrissey                | Interesting Drug                              |
| 15     | Lenny Kravitz            | Let Love Rule                                 |
| 16     | Edie Brickell            | Circle                                        |
| 17     | Clouseau                 | Daar Gaat Ze                                  |
| 18     | De Kreuners              | Verliefd op Chris Lomme                       |
| 19     | Lou Reed                 | Dirty Boulevard                               |
| 20     | The Cure                 | Lullaby                                       |
| 21     | The B-52's               | Channel Z                                     |
| 22     | Guns N' Roses            | Patience                                      |
| 23     | Sam Cooke Singers        | So Sad... (Ole Time Religion)                 |
| 24     | Elvis Costello           | Veronica                                      |
| 25     | Derek & The Dirt         | Oh by the Way                                 |
| 26     | Ramones                  | Pet Sematary                                  |
| 27     | Roy Orbison              | You Got It                                    |
| 28     | Guns N' Roses            | Paradise City                                 |
| 29     | The Jesus and Mary Chain | Blues from a Gun                              |
| 30     | Tears for Fears          | Sowing the Seeds of Love                      |

1985 · 1986 · 1987 · 1988 · 1989 · 1990 · 1991 · 1992 · 1993 · 1994 · 1995 · 1996 · 1997 · 1998 · 1999 · 2000 · 2001 · 2002 · 2003 · 2004 · 2005 · 2006 · 2007 · 2008 · 2009 · 2010 · 2011 · 2012 · 2013 · 2014